# Stříbrský region
Stříbrský region je svazek obcí v okresu Tachov, jeho sídlem je Stříbro a jeho cílem je zmnožení sil a prostředků při prosazování záměrů rozvoje obcí. Sdružuje celkem 16 obcí a byl založen v roce 1999.

## Obce sdružené v mikroregionu
- Benešovice
- Erpužice
- Kladruby
- Kostelec
- Kšice
- Ošelín
- Prostiboř
- Skapce
- Stříbro
- Sulislav
- Svojšín
- Trpísty
- Vranov
- Zhoř
- Únehle
- Sytno